# Dimetyleter
Dimetyleter (DME) är ett drivmedel i gasform, främst ämnat för dieselmotorer. Det framställs ur syntesgas, som i sin tur kan framställas ur till exempel naturgas, energirik svartlut eller hyggesrester och skogsprodukter som blir över vid massaproduktion. Låga utsläppsnivåer, både ur miljö- och hälsosynpunkt, är en av DME:s främsta fördelar. 
Bilar som går på DME kan inte vara av flexifueltyp då hela tank- och insprutningssystemet måste byggas om.
DME är en förening av två metanolmolekyler. Vid fem bars tryck blir DME flytande.
Tidigare har DME bland annat använts till att ersätta miljöfarligt innehåll i sprayburkar.
En blandning av DME och propan används också för att behandla vårtor, genom att frysa dem.
Sveriges stora satsning på DME från svartlut vid Domsjö fabriker i Örnsköldsvik lades ner av de nya indiska ägarna 24 maj 2012. Men det finns intresse från både köpare och producenter för en storskalig produktion av DME i Sverige.